# Весна (повесть Лутса)
«Весна»  (эст. Kevade) — повесть Оскара Лутса. Впервые была опубликована под названием «Весна: картинки из школьной жизни» в двух частях — в 1912 и 1913 годах. Основана на воспоминаниях Лутса о своих школьных годах. Одно из самых известных произведений эстонской литературы, выдержавшее 22 переиздания и переведённое на 13 языков.
Действие повести происходит в приходской школе Паунвере, где с 1895 по 1899 годы учился сам Лутс.

## Сюжет
В приходской школе обычной эстонской деревни начала XX века учится тихий и задумчивый мальчик Арно Тали. На одном из уроков его отвлекает разговорами об индейцах сосед по парте Йоозеп Тоотс — проказливый и вечно влипающий в неприятности. 
После уроков Арно заводит разговор с Тээле с соседского хутора, и они договариваются о том, чтобы ходить в школу вместе. Йоозеп быстро распускает слухи о свадьбе Арно и Тээле, а затем угрожает Арно, требуя у него «индейский» обруч. Арно ищет защиты у своего друга Тыниссона. 
Тоотс выигрывает пистолет в лотерею у звонаря Либле и становится героем школы. Арно, расстроенный успехами Тоотса, убегает домой, но встречает в березовой роще пьяного Либле. Звонарь угощает его водкой, они курят, а затем засыпают. Мать Арно считает, что тот пропал и начинает поиски, мальчика не сразу, но находят. Тээле навещает заболевшего Тали.
Тыниссон дерётся с барчуками, защищая честь эстонцев, и его за это наказывают, а позже также обвиняют в том, что он утопил их плот. Для спасения друга Арно лжёт. 
Тоотс заманивает девочек на тонкий лёд, который ломается под ним, и Тээле проваливается в воду. Арно спасает подругу, но сам тяжело заболевает.
Во второй части повести в школе появляются новые ученики: Имелик и Куслап. Тээле начинает интересоваться Имеликом и отдалается от Арно, вызывая у того ревность. Тоотс продолжает устраивать шалости, за которые ему регулярно попадает от кистера. Весной, когда школьники расстаются на каникулы, Арно демонстративно игнорирует Тээле.

## История создания и публикация
Хотя 20-летний Лутс начал писать «Весну» еще в 1905 году, первым из его произведений, достигших широкой аудитории, стала пьеса «Паунвере», поставленная в театре «Ванемуйне». 
Публикация «Весны», завершённой в 1911 году, была непростой: четыре издательства, включая Noor-Eesti Kirjastus и Postimees, отказались печатать повесть. Лутс напечатал первую часть произведения тиражом 2100 экземпляров в типографии Postimees в 1912 году за свой счет. Хотя первые рецензии Антона Юргенштейна и А. Х. Таммсаара были скромными, книга становилась всё более популярной среди читателей. Тот факт, что младший брат Оскара, впоследствии кинорежиссер Теодор Лутс, в то время работал продавцом в книжном магазине Postimees и рекомендовал книгу читателям, также сыграл свою роль в её популярности. Так, в канун Рождества 1912 года в магазине Postimees было приобретено 200 экземпляров первой части «Весны». В том же году комитет Эстонского литературного общества наградил писателя поощрительной премией в размере 50 рублей. Вторая часть была опубликована издательством Noor-Eesti Kirjastus в 1913 году, как и большинство более поздних произведений Лутса.

## Экранизация
Адаптация повести для большого экрана планировалась в 1926–1927 годах, и Лутс даже написал сценарий для киностудии, где работал его брат, режиссёр Теодор Лутс. Однако фильм так и не был снят.
Повесть экранизировали только в 1969 году. Режиссёром художественного фильма «Весна» выступил Арво Круусемент, съёмки прошли на киностудии «Таллинфильм».
Эта экранизация вместе с фильмами «Лето» и «Осень» стала частью трилогии, снятой по повестям Оскара Лутса. Фильмы входят в классику эстонского кино, а персонажи Лутса ассоциируются с актёрами, исполнившими их роли (например, Тоотс – Ааре Лаанеметс, Тыниссон – Айн Лутсепп, Либле – Кальё Кийск).
В год выхода (1970-1971) на фильм «Весна» было продано 546 000 билетов, что соответствовало 40% населения Эстонии того времени.